# Заболевания сердца
Заболевания сердца (болезни сердца) — группа заболеваний, относящихся к сердечно-сосудистым, проявляющихся нарушением нормального функционирования сердца. Могут быть обусловлены поражением эпикарда, перикарда, миокарда, эндокарда, клапанного аппарата сердца, сосудов сердца.
Заболевания сердца могут длительное время протекать в скрытой форме, клинически никак себя не проявляя. Наряду с различными опухолями именно эти болезни являются сегодня главной причиной преждевременной смерти людей в развитых странах.
Бесперебойная работа системы кровообращения, состоящей из сердца как мышечного насоса и сети кровеносных сосудов, — необходимое условие нормального функционирования организма.
Согласно исследованиям[уточнить] Национального института сердца, лёгких и крови во Фрамингеме (США), наиболее важными факторами развития сердечно-сосудистых заболеваний у людей являются ожирение, малоподвижный образ жизни и курение.

## Виды

### Нарушения ритма и проводимости
- Аритмия сердца
- Нарушение проводимости миокарда

- Атриовентрикулярная блокада
- Блокада ножек пучка Гиса

- Фибрилляция
- Экстрасистолия

### Воспалительные заболевания сердца
- Эндокардит
- Миокардит
- Перикардит

### Клапанные пороки
- Приобретённый порок сердца

К наиболее распространённым относятся заболевания сердечных клапанов. Дисфункция сердечных клапанов заключается в том, что они пропускают кровь, или в том, что они открываются недостаточно. Большинство заболеваний клапанов сердца — результат инфекционного поражения или аутоиммунных реакций.
- Врождённый порок сердца

Врождённые пороки сердца обусловлены различными генетическими нарушениями или поражением плода в процессе дисэмбриогенеза.
К наиболее серьёзным состояниям относят тетраду Фалло. Она появляется ещё в период формирования плода. Её возникновению способствуют четыре основных фактора: наличие отверстия в межжелудочковой перегородке; сужение канала, по которому кровь поступает из правого желудочка в лёгочную артерию; смещение аорты в направлении правого желудочка; и утолщение стенки правого желудочка сердца. Все это приводит к тому, что в организме циркулирует смешанная (насыщенная и лишённая кислорода) кровь. В результате кислородного голодания кожа и слизистые оболочки детей, страдающих тетрадой Фалло, приобретает синюшный оттенок (цианоз).
При самом незначительном увеличении физической активности возможны приступы и усиление цианоза, что зачастую приводит к нарушению роста и развития ребёнка. До середины 1940-х гг. прогноз при подобном заболевании был неблагоприятный, в большинстве случаев до момента пубертата наступал летальный исход. В настоящее время успешно проводятся хирургические вмешательства для пластики данного дефекта и повышения качества жизни больного. Альфред Блэлок, американский хирург из Балтимора, был пионером в операциях на открытом сердце малышей с выраженным цианозом. В 1944 г. он впервые пластировал отверстие в межжелудочковой перегородке. Операция заключается в исправлении дефекта межжелудочковой перегородки и расширении просвета лёгочной артерии. Лечение должно проводиться в зависимости от тяжести симптомов сразу же после рождения или чуть позже, в грудном возрасте. Поэтому очень важно своевременно установить точный диагноз и направить новорождённого в соответствующее кардиохирургическое отделение.
Среди других врождённых пороков сердца: дефекты межпредсердной и межжелудочковой перегородок, стеноз (сужение) клапанов, открытый артериальный проток (кровь идёт в обход легких) и т. д. Большинство этих состояний могут быть устранены хирургическими методами. Выбор времени операции зависит от характера дефекта, симптомов и тяжести состояния.
- митральный стеноз
- недостаточность митрального клапана
- пролапс митрального клапана
- аортальный стеноз
- недостаточность аортального клапана
- сочетанные клапанные пороки

### Артериальные гипертензии
- Гипертония
- Артериальная гипертензия

Это серьёзное заболевание, повышающее риск сердечных приступов и кровоизлияний. В артериях взрослого человека во время сокращения сердца давление составляет 120—140 мм рт. ст., а во время его расширения оно падает до 80-90 мм рт. ст. Если эти показатели растут, говорят о повышенном давлении (гипертензии), которое приводит к весьма серьёзным последствиям.
В развитых странах достаточно высок показатель людей, страдающих гипертензией; в 90 % случаев эта болезнь не связана с какой-нибудь одной, легкоустранимой причиной, при лечении необходим комплексный подход.

### Ишемические поражения
- Инфаркт миокарда

Причина инфаркта миокарда (неотложного состояния) заключается в резком ограничении или прекращении кровоснабжения какого-либо участка сердца. Наиболее часто это происходит в результате атеросклероза или тромбоза. Каждый приступ представляет серьёзную угрозу для жизни. Снабжение кислородом отдельных участков сердца прерывается, и мышечная ткань начинает отмирать. На месте повреждённой формируется соединительная ткань. При начальных симптомах приступа (интенсивные боли в средней части грудной клетки, отдающие в руку, обе руки или нижнюю челюсть, которые не проходят после приема лекарств антиспазматического действия; бледность и холодный пот; панический страх; слабый пульс) больного необходимо как можно быстрее доставить в больницу.
- Ишемическая болезнь сердца

Суть этой болезни заключается в уменьшении притока крови к сердечной мышце. Работает она интенсивно и любой недостаток крови тут же отражается на её состоянии. За питание сердца отвечают коронарные артерии, окружающие сердечную мышцу. Признаками подобной болезни может быть сильная одышка и сердечный приступ.
Почти в 90 % случаев болезнь коронарных сосудов является следствием повреждения стенок артерий — атеросклерозом. Ранее этот процесс связывали с естественным старением организма, но теперь известно, что атеросклерозом могут страдать даже дети. При этом на внутренней стороне кровеносных артерий образуются склеротические бляшки — утолщения. Склеротические изменения приводят к уплотнению стенок и сужению просвета сосудов. Происходят они главным образом в аорте, а также в коронарных артериях и сосудах мозга. Когда сердце получает слишком мало крови, появляется боль. Это в большинстве случаев и служит причиной сильной одышки и боли. Боль различной степени интенсивности может усиливаться в результате как физических усилий, так и стрессов.
Временно от неё можно избавиться, принимая лекарства, способствующие расширению коронарных артерий, например, нитроглицерин. К хирургическим методам лечения ишемической болезни сердца относятся: коронарная ангиопластика и аортокоронарное шунтирование. Ангиопластика заключается в расширении артерий при помощи катетера с миниатюрным баллончиком. Заполнение баллончика воздухом приводит к устранению склеротических бляшек и расширению коронарных сосудов. При аортокоронарном шунтировании создаётся шунт (новое сообщение) между аортой и коронарной артерией. Шунт делают, как правило, из вены или артерии ноги самого пациента.
- Стенокардия

### Поражение сосудов сердца
- Кардиосклероз
- Коронарные  заболевания сердца
- Атеросклероз

### Патологические изменения
- Сердечная астма
- Сердечная недостаточность
- Гипертрофия миокарда

- Гипертрофия левого предсердия
- Гипертрофия левого желудочка
- Гипертрофия правого предсердия
- Гипертрофия правого желудочка

Болезни сердца представляют собой неоднородную группу заболеваний, приводящих к различным поражениям сердечно-сосудистой системы.
Условно их можно разделить на три большие группы по местонахождению очага поражения.
1. Болезни, поражающие клапанный аппарат сердца. Различные приобретенные и врожденные пороки сердца.
2. Болезни, поражающие сосуды сердца, и их последствия. К ним относятся ишемическая болезнь сердца, инфаркт миокарда, стенокардия, и т. д.
3. Болезни, поражающие непосредственно ткани оболочек сердца, к ним относятся перикардиты, эндокардиты, миокардиты.

Причины данных заболеваний могут быть самые разные, начиная от образа жизни и заканчивая генетическими дефектами. Объединяет их опасность для жизни больного. Все заболевания данной группы без должного лечения прогрессируют и приводят к не совместимым с жизнью нарушениям в работе сердца.